# ヴィルトゥス (小惑星)
ヴィルトゥス (494 Virtus) は小惑星帯に位置する小惑星。1902年10月3日、マックス・ヴォルフがハイデルベルク天文台で発見した。
ローマ神話の勇気と人徳を司る女神ヴィルトゥス（ウィルトゥース）にちなんで名づけられた。